# Santovenia de Oca
Santovenia de Oca est une localité du municipio (canton ou municipalité) de Arlanzón, comarca (communauté historique, pays ou comté) de l'Arlanzón, dans la communauté autonome de Castille-et-León, province de Burgos, située dans le Nord de l’Espagne.
Sa population était de 29 habitants en 2008.
Le Camino francés du Pèlerinage de Saint-Jacques-de-Compostelle, dans une variante sud vers Burgos par Castrillo del Val, passe par cette localité.

## Géographie
Santovenia de Oca est à 5 km d'Arlanzón, et à 23 km à l'est de Burgos.

## Démographie
| 1842 |  | 1857 |  | 1860 |  | 1877 |  | 1887 |  | 1897 |  | 1900 |  | 1910 |  | 1920 |  | 1930 |  | 1940 |  | 1950 |  | 1960 |  | 1970 |  | 2008 |
| ---- |  | ---- |  | ---- |  | ---- |  | ---- |  | ---- |  | ---- |  | ---- |  | ---- |  | ---- |  | ---- |  | ---- |  | ---- |  | ---- |  | ---- |
| 92   |  | 269  |  | 283  |  | 265  |  | 221  |  | 228  |  | 225  |  | 242  |  | 209  |  | 204  |  | 203  |  | 191  |  | 114  |  | 61   |  | 29   |

## Culture et patrimoine

### Pèlerinage de Compostelle
Sur le Camino francés du Pèlerinage de Saint-Jacques-de-Compostelle, on vient de San Juan de Ortega sur la variante sud de San Juan de Ortega à Burgos par Castrillo del Val.
La prochaine halte est Zalduendo à l'ouest.

## Sources et références
- (es) Cet article est partiellement ou en totalité issu de l’article de Wikipédia en espagnol intitulé « Santovenia de Oca » (voir la liste des auteurs).
- Grégoire, J.-Y. & Laborde-Balen, L. , « Le Chemin de Saint-Jacques en Espagne - De Saint-Jean-Pied-de-Port à Compostelle - Guide pratique du pèlerin », Rando Éditions, mars 2006,  (ISBN 978-2-84182-224-9)
- « Camino de Santiago St-Jean-Pied-de-Port - Santiago de Compostela », Michelin et Cie, Manufacture Française des Pneumatiques Michelin, Paris, 2009,  (ISBN 978-2-06-714805-5)
- « Le Chemin de Saint-Jacques Carte Routière », Junta de Castilla y León, Editorial Everest